# Tachytrechus argyopus
Tachytrechus argyopus är en tvåvingeart som beskrevs av Becker 1922. Tachytrechus argyopus ingår i släktet Tachytrechus och familjen styltflugor. Inga underarter finns listade i Catalogue of Life.